# Saint-Denis-en-Bugey
Saint-Denis-en-Bugey ist eine französische Stadt mit 2258 Einwohnern (Stand 1. Januar 2022) im Département Ain in der Region Auvergne-Rhône-Alpes. Sie gehört zum Kanton Ambérieu-en-Bugey im Arrondissement Belley und ist Mitglied im Gemeindeverband Plaine de l’Ain.

## Geographie

### Lage
Die Kleinstadt Saint-Denis-en-Bugey liegt auf 245 m, etwa 29 Kilometer südsüdöstlich der Präfektur Bourg-en-Bresse, 35 Kilometer nordwestlich der Stadt Belley und 44 Kilometer ostnordöstlich der Stadt Lyon (Luftlinie). Das Dorf am Ufer der Albarine ist Teil der Landschaft Bugey. Nachbargemeinden von Saint-Denis-en-Bugey sind Château-Gaillard und Ambérieu-en-Bugey im Norden, Bettant im Osten, Ambutrix im Süden sowie Leyment im Südwesten.

### Topographie
Die Fläche des 2,61 km² großen Gemeindegebiets am linken Ufer der Albarine umfasst die Südseite ihrer Talöffnung am Westrand des Jura-Gebirges an der Stelle, an der der Fluss aus dem engen Quertal Cluse des Hôpitaux in die weite Ebene des Ain austritt. Das Gebiet gliedert sich in drei Teile: eine kegelförmige Erhebung am Endpunkt eines der Juraausläufer, das flache Siedlungsgebiet rund um diese Erhebung und – davon abgetrennt durch die Landstraße D1075 – der fruchtbare Talboden der Albarine. Auf der etwa 100 m aus der Ebene herausragenden Erhebung erreicht die Gemeinde mit 338 m ihren höchsten Punkt. Das Siedlungsgebiet macht etwa 46 % der Gemeindefläche aus und ist verglichen mit der ländlichen Umgebung dicht bebaut. Es geht lückenlos in dasjenige von Ambérieu-en-Bugey über. Das übrige Gemeindegebiet wird zu 39 % landwirtschaftlich genutzt und besteht zu fast 15 % aus Wald, vorwiegend im Bereich der Jura-Ausläufer.

## Geschichte
Die Besiedelung des Gebietes von Saint-Denis geht bis auf die Römerzeit zurück. Es wurden Gräber mit Münzbeigaben aus der Zeit des Victorinus und Tetricus (3. Jahrhundert) sowie ein behauener Steinquader gefunden, der als Taurobolium gedient haben könnte.
Im Hochmittelalter war Saint-Denis Mittelpunkt einer kleinen Herrschaft, die von Beginn an mit einer Burganlage auf dem Hügel oberhalb des Dorfes gesichert war, von der an strategisch wichtiger Stelle die Passage durch die Täler der Albarine und des Ain kontrolliert werden konnte. Die Herrschaft gehörte erst den Herren von Coligny, ging ab 1210 an das Haus La Tour-du-Pin und gelangte 1355 unter die Oberhoheit der Grafen von Savoyen. Mit dem Vertrag von Lyon wurde das gesamte Bugey im Jahre 1601 ein Teil von Frankreich. Urkundliche Erwähnungen des Ortes aus dieser Zeit sind Castrum et vilia de S. Dionisio de Chauxzone (1337), Chauczon (1385) und Sainct Denys de Chousson (1563). Im Jahr 1895 änderte die Gemeinde ihren Namen von Saint-Denis-le-Chosson nach Saint-Denis-en-Bugey. Bis 1835 gehörte die heute eigenständige Gemeinde Bettans noch zu Saint-Denis.

## Bevölkerung
| Jahr                       | 1962 | 1968 | 1975 | 1982 | 1990 | 1999 | 2010 | 2021 |
| -------------------------- | ---- | ---- | ---- | ---- | ---- | ---- | ---- | ---- |
| Einwohner                  | 1170 | 1200 | 1220 | 1511 | 1780 | 1944 | 2178 | 2240 |
| Quellen: Cassini und INSEE |      |      |      |      |      |      |      |      |

Mit 2258 Einwohnern (Stand 1. Januar 2022) gehört Saint-Denis-en-Bugey zu den mittelgroßen Gemeinden des Départements Ain. Nachdem die Einwohnerzahl im 19. und in der ersten Hälfte des 20. Jahrhunderts bereits kontinuierlich angestiegen war (1841 wurden nur 505 Einwohner gezählt), beschleunigte sich die Bevölkerungszunahme seit etwa 1980 erheblich. Die Ortsbewohner von Saint-Denis-en-Bugey heißen auf Französisch Sandenien(ne)s.

## Sehenswürdigkeiten
- Donjon (Tour de Saint-Denis) der Burganlage aus dem 13. Jahrhundert, Monument historique[6]
- Kirche Saint-Denis

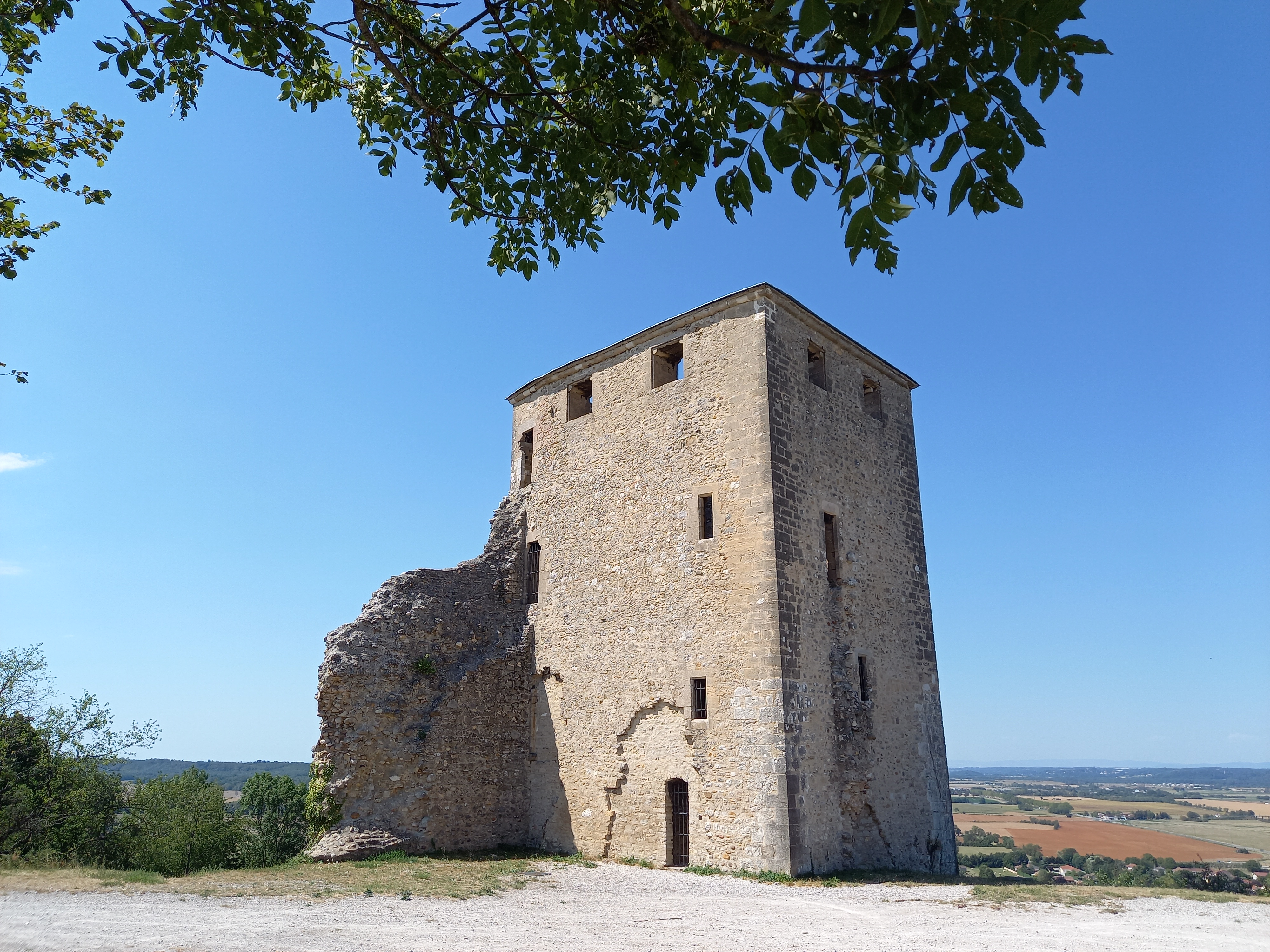
Donjon von Saint-Denis aus dem 13. Jahrhundert
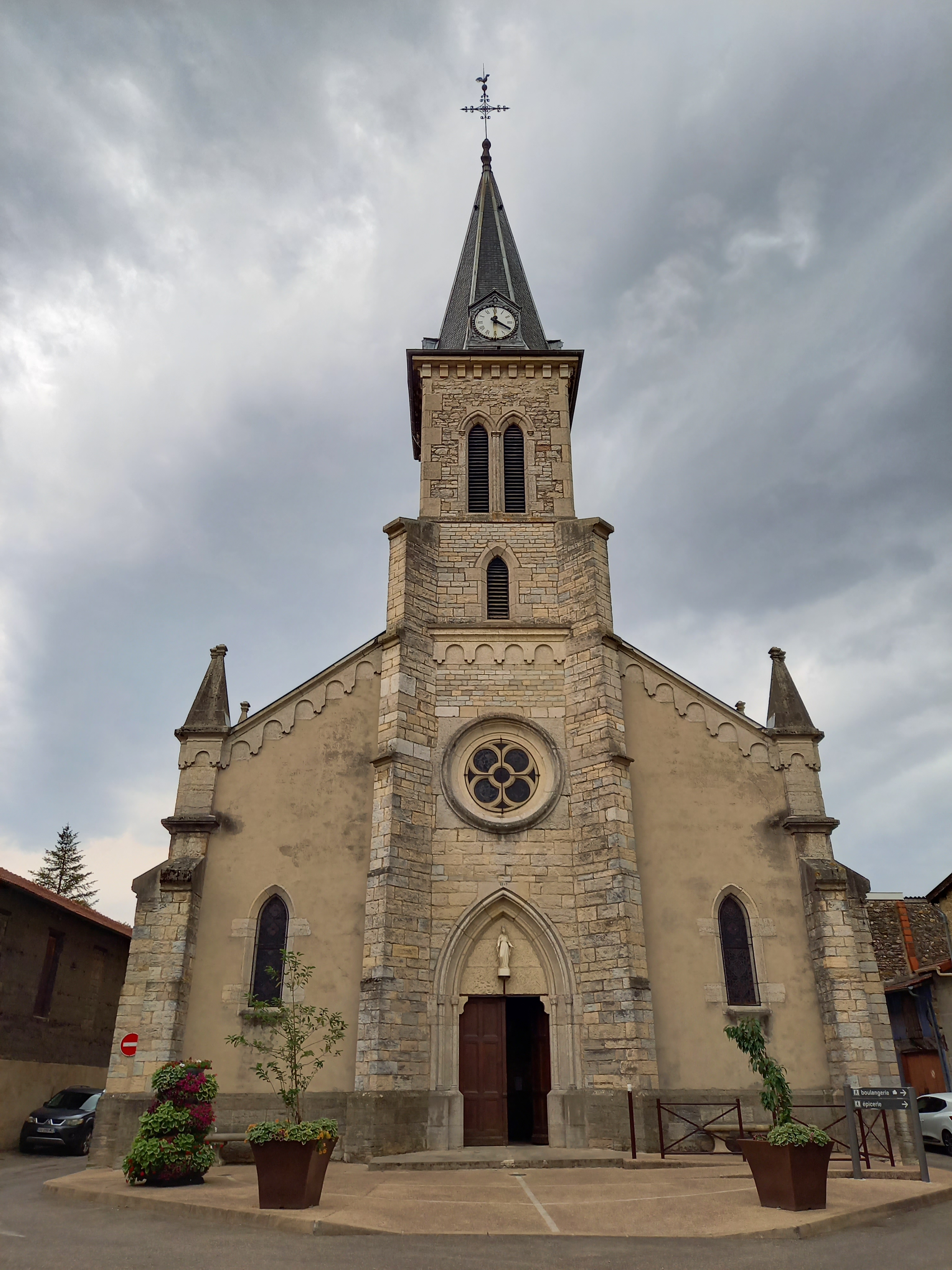
Kirche Saint-Denis
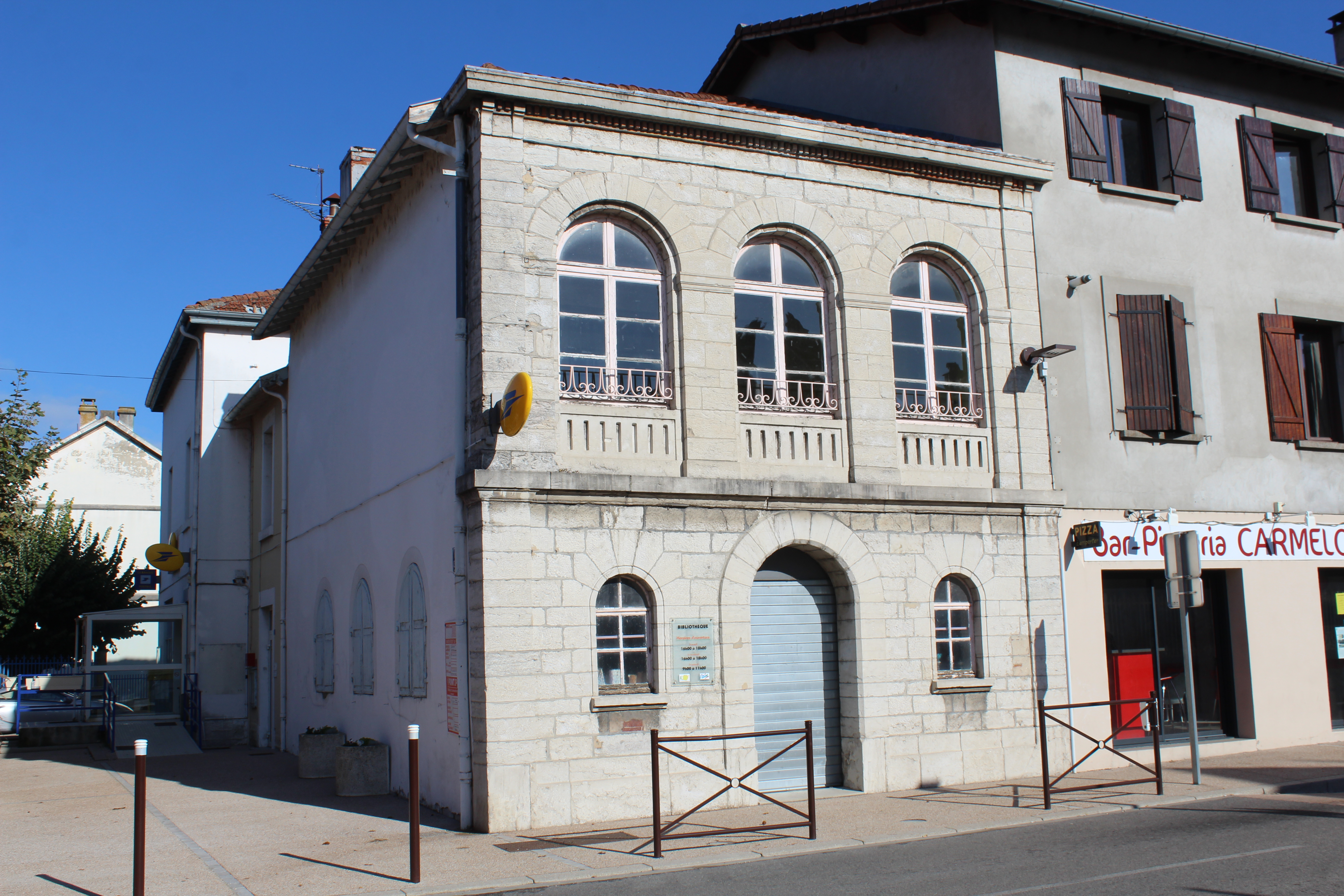
Bibliothek (ehemaliges Rathaus)
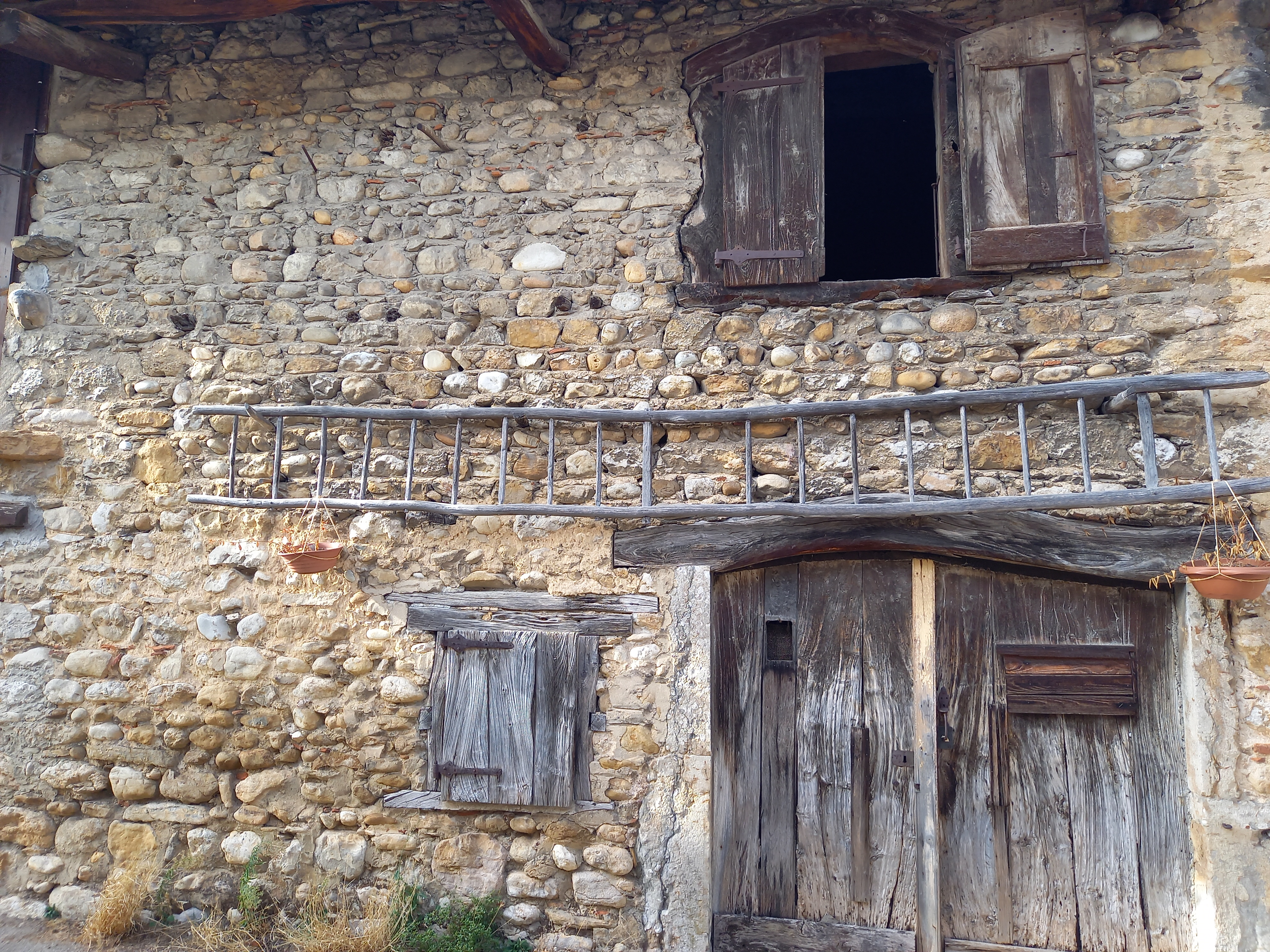
Alte Bruchsteinscheune
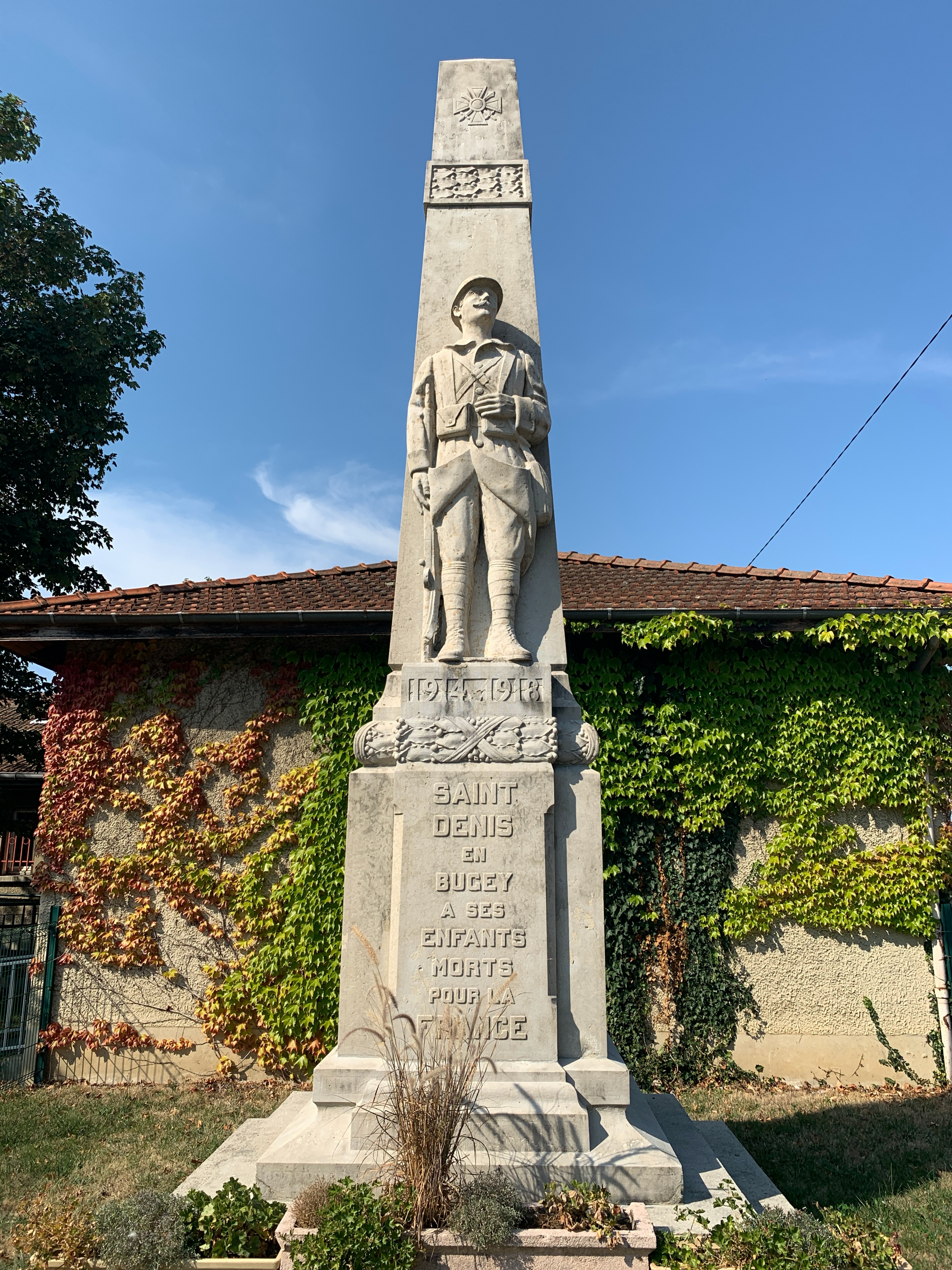
Gefallenendenkmal

## Wirtschaft und Infrastruktur
Saint-Denis-en-Bugey war bis weit ins 20. Jahrhundert hinein ein vorwiegend durch die Landwirtschaft geprägtes Dorf. Heute sind keine landwirtschaftlichen Betriebe mehr ansässig, stattdessen wurde ein Großteil der ehemals urbaren Fläche mit Einfamilienhäusern bebaut. Die Entwicklung zu einer Wohngemeinde, die durch die direkte Nähe zu dem seit dem 19. Jahrhundert industrialisierten Ambérieu bereits seit langem bestand, beschleunigte sich, so dass heute die meisten Erwerbstätigen Wegpendler sind, die in den größeren Ortschaften der Umgebung ihrer Arbeit nachgehen. Die wenigen im Ort ansässigen Betriebe gehören zum lokalen Kleingewerbe.
Die Ortschaft ist verkehrsmäßig gut erschlossen. Sie liegt am Kreuzungspunkt der Departementsstraßen und ehemaligen Nationalstraßen D1084 (Lyon–Genf), D1075 (Bourg-en-Bresse–Grenoble) und D1504 (nach Chambéry). Diese umgehen heute den alten Ortskern. Der nächste Autobahnanschluss an die A42 befindet sich in rund vier Kilometern Entfernung in Château-Gaillard. Durch Saint-Denis-en-Bugey führt die Bahnstrecke Lyon–Genève mit dem nächsten Bahnhof in Ambérieu, der von TER Auvergne-Rhône-Alpes-Zügen bedient wird. Als Flughäfen in der Region kommen Lyon-St-Exupéry (46 Kilometer) und Chambéry-Savoie (78 Kilometer) in Frage.

### Bildung
In Saint-Denis-en-Bugey befindet sich eine staatliche école primaire (Grundschule mit eingegliederter Vorschule).